# Perea Tàsica
Les possessions continentals de Tasos, una colònia de Paros del segle viii aC, a la costa de Tràcia, entre els rius Nestos i Estrímon, entre el segle vii aC i el domini macedoni foren conegudes com a la Perea Tàsica (grec antic: Θάσια Περαία). El motiu principal dels tasis per establir-se i dominar aquesta regió de Tràcia foren les mines d'or del Pangèon, situat a l'altre costat de l'Egeu respecte de l'illa de Tasos.

## Població indígena
Cap als segles xii i xi aC, arribaren a la zona del nord de l'Egeu diversos grups ètnics procedents del Caucas, Anatòlia i la península balcànica, entre els quals nombroses tribus tràcies. Heròdot testimonia, entre l'Hebros i l'Estrímon, els cícons a la zona oriental, els sapeus a la costa de la Perea, els derseus a la zona del Símbolon,gr els pieres a la vall del riu Marmará, els satres a les muntanyes del Pangèon, els bessos i els odomants al nord-oest del Pangèon, a la vall de l'Estrímon, els edons a la vall de l'Angites,en i més al nord els peonis i els pèoples. S'establiren en poblats fortificats sobre pujols, que suggereix un possible testimoni de la necessitat de defensar-se de conflictes armats, i practicaven el comerç, l'agricultura i la mineria. És possible que els tracis d'aquesta zona haguessin estat explotant les mines de feia segles, per processar i comerciar amb els metalls obtenguts.

## Geografia humana

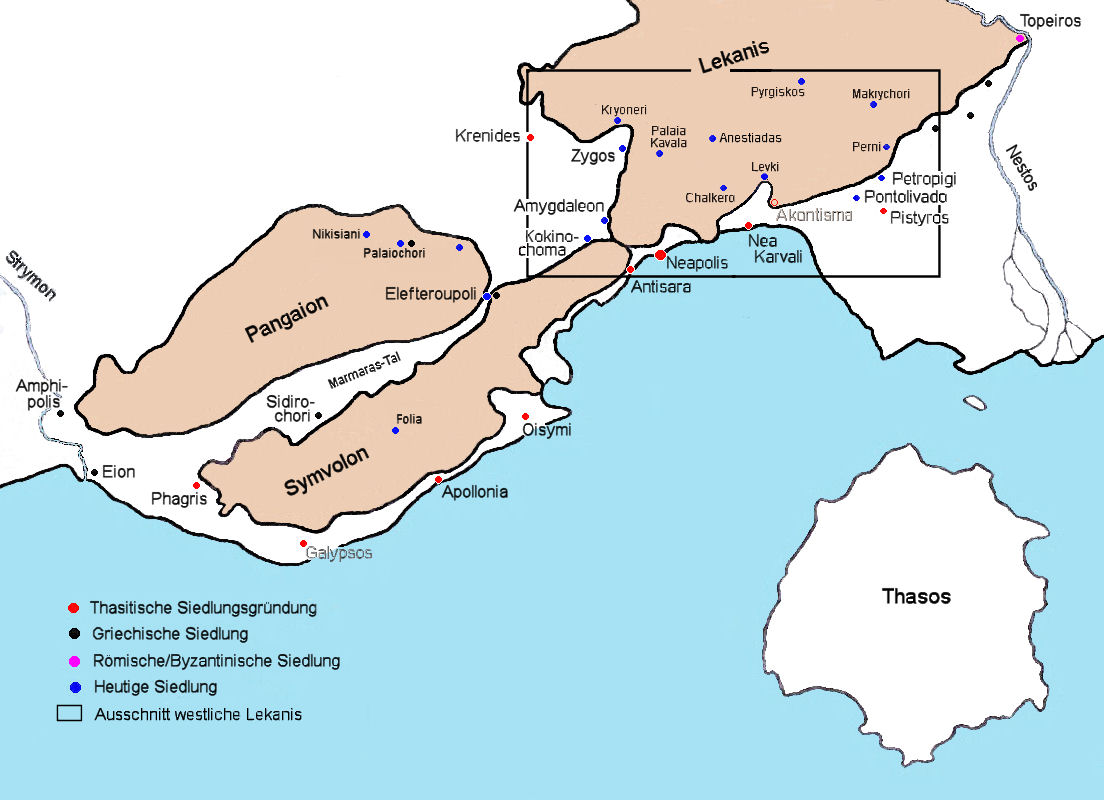
Establiments de Tasos a la Perea

La colonització de la Perea per part dels paris de Tasos consta de dues fases. La primera comença amb l'establiment dels primers centres de comerç de Neàpolis, Èsime, Galepsos i Estrime, poc més tard de la colonització de l'illa de Tasos per part de Paros. A Neàpolis, Èsime i Estrime s'han fet nombroses troballes d'aquest període, mentre que a Galepsos no n'hi ha evidència. Sembla que el centre més occidental fundat pels tasis fou a Berge, a la riba de l'Estrímon, establert el segle vi aC a uns 50 km al nord-oest d'Amfípolis, vora la població moderna de Neos Skopos.
La segona fase, de la segona meitat del segle vi aC a la segona meitat del segle v aC, comportà l'establiment d'altres fundacions, com ara Apol·lònia, Antísara (a Kalamitsa, dins el terme de Kavala), Pístiros i altres poblacions de nom desconegut, entre les quals una localitat vora l'actual Nea Karvali. La zona de la desembocadura del Nestos, entorn de Pístiros, es dedicà a l'agricultura. De Neàpolis, per l'estret que separa el Símbolon de les muntanyes de Lekani,de els tasis arribaren a la gran plana fèrtil on el segle iv aC Filip fundaria la ciutat de Filips, al nord-est del Pangèon. S'estengueren més a l'oest, per la vall del riu Marmará, entre el Pangèon i el Símbolon, fins a la població de Fagres. Per l'est, el límit del seu territori era el delta del Nestos, per bé que Estrime se situava 50 km a l'est.
Partint d'aquestes colònies, els tasis avançaren cap a les muntanyes per prendre el control de les mines, llavors sota control dels tracis. Però els tracis oposaren resistència, tal com testimonia el mateix Arquíloc, que participà en aquestes campanyes, i no sembla que arribassin mai a establir-se a les impenetrables muntanyes del Pangèon per poder-ne explotar les mines d'or i plata, que fins i tot Xerxes va ignorar durant la seva invasió de Grècia el 480 aC.
L'apogeu de les colònies de Tasos a la costa de Tràcia començà a final del segle vi aC i durà fins al 462 aC, després de rebel·lar-se contra la Lliga de Delos i sortir derrotats, cosa que comportà la pèrdua del domini sobre les mines i les colònies fora de l'illa. Els atenesos passaren a controlar les seves possessions, i fins que el 411 aC els espartans les conqueriren, Tasos inclosa; solament Neàpolis va aconseguir mantenir la lleialtat a Atenes, amb el seu territori i les seves mines. Va començar llavors un conflicte, dins el context de la Guerra del Peloponnès, entre Neàpolis i Tasos, que acabà el 390 aC amb un tractat de pau entre totes dues poblacions i mediat per Paros, i que reinstaurà els vincles entre Tasos i la Perea. L'activitat econòmica i comercial a la zona es recuperà, i Tasos i les seves colònies floriren de nou; cap al 360 aC els tasis fundaren Crènides, situada en una plana de gran importància agrícola. No obstant això, Filip II de Macedònia conquerí la ciutat el 356 aC i la reanomenà com a Filips, en nom seu, i cap al 340 aC envaí la resta de la Perea i tota Tràcia, cosa que comportà la destrucció parcial de les colònies i la decadència dels dominis de Tasos. Tot i així, va mantenir les seves possessions durant els dominis macedoni i romà, amb les mines de metalls preciosos, si més no de manera parcial. Durant el domini romà, Tasos va assumir el manteniment del seu segment de la Via Egnàcia, i la mineria, l'agricultura i el comerç de la Perea continuaren de ser un element clau per l'economia de Tasos.

## Explotació minera

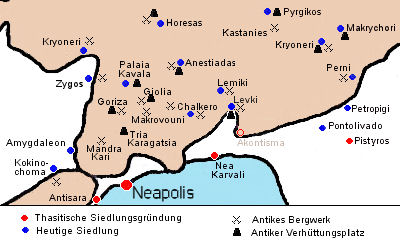
Mines i colònies a la zona del Lekani

A les dècades de 1950 i 60 s'identificaren i investigaren nombrosos jaciments minerals de la zona de la Perea Tàsica. L'Eforia de Kavalade ha documentat extenses instal·lacions mineres i restes d'instal·lacions de processament i fosa de mineral, en les quals s'han trobat or i plata, productes que eren exportats de la Perea tal com evidencien les anàlisis arqueometal·lúrgiques.
Mentre que sembla que al Pangèon no hi hagué activitat metal·lúrgica en jaciments d'or i plata per part dels grecs de Tasos, i que, semblantment, al Símbolon només es documenta activitat minera en extracció de ferro, de manera que l'or i la plata haurien romàs sota el domini de les tribus tràciques, això no fou així a les muntanyes de Lekani, al nord de Neàpolis. Així, no lluny de la ciutat s'ha detectat en prospeccions la presència de restes d'activitat minera en jaciments de ferro, plom, plata, or i marbre. De la mateixa manera, els treballs arqueològics també han identificat restes de mineria tàsica en jaciments de metalls preciosos a l'assentament de Nea Karvali i a Pístiros.